# Sent Medard
Sent Medard la Rochèta (en francès Saint-Médard-la-Rochette) és una comuna (municipi) de França, a la regió de la Nova Aquitània, departament de la Cruesa, al districte de Lo Buçon i cantó de Charnalhas.
La seva població al cens de 1999 era de 608 habitants, d'ells 225 a la comuna associada (commune associeé) de La Rochette. Està integrada a la Communauté de communes de Chénérailles.

## Demografia
| 1968 | 1975 | 1982 | 1990 | 1999 |
| ---- | ---- | ---- | ---- | ---- |
| 881  | 781  | 691  | 626  | 608  |

## Administració
| Període   | Identitat         | Partit |
| --------- | ----------------- | ------ |
| 2001-2008 | Gérard Rivière    |        |
| 2008-     | Christian Devoize |        |